# موسى حمودة
موسى أحُمُوُده الحايل على هو شاعر شعبي ليبي، من قبيلة المغاربة فرع الشامخ بطن أولاد علي، وقد عرف بلقب القاضي، ويرجح ان ذلك يرجع لمكانته في الشعر التي جعلت الشعراء يلجئون اليه، لتحكيمه فيما ينشأ بينهم من خلاف في مجال الشعر.

## حياته
ولد الشاعر في القرن التاسع عشر ربما في العقيلة وتوفى في عام 1937م، كانت اقامته في منطقة العقيلة وبشر والنوفلية، في اسرة شاعرة، برز من ابنائها عدد من الشعراء : مثل عبد الجليل وعبد ربه حموده، وشارك مع أبناء قبيلته المغاربة وحلفائها في تصديهم  للغزو الإيطالي في عدد من المعارك كمعركة (بئر بلال، عرق السبط، الكيراونه) التي قال فيها قصائد رائعة وثقت لبطولات المجاهدين.
ولديه الكثير من القصائد الشعرية الجميلة من اشهرها (صار يوم في بلال، عرق السبط يشهد، رسم سوق، حبسك اللي صارلك في العقيلة).